# نانت (دائرة إدارية)
نانت (بالفرنسية: Arrondissement de Nantes)‏ هي دائرة إدارية فرنسية، في فرنسا، تقع في لوار الأطلسية، بلغ عدد سكانها 819,808  نسمة وذلك حسب إحصائيات سنة 2015، عاصمتها نانت، تبلغ مساحتها 2,118 كيلومتر مربع.

## التقسيمات الإدارية
- canton of Aigrefeuille-sur-Maine  [لغات أخرى]‏
- canton of Bouaye  [لغات أخرى]‏
- Canton of Carquefou [الإنجليزية]‏
- Canton of La Chapelle-sur-Erdre [الإنجليزية]‏
- Canton of Clisson [الإنجليزية]‏
- canton of Legé  [لغات أخرى]‏
- canton of Le Loroux-Bottereau  [لغات أخرى]‏
- Canton of Machecoul-Saint-Même [الإنجليزية]‏
- كانتون نانت-1  [لغات أخرى]‏
- كانتون نانت-2  [لغات أخرى]‏
- كانتون نانت-3  [لغات أخرى]‏
- كانتون نانت-4  [لغات أخرى]‏
- كانتون نانت-5  [لغات أخرى]‏
- كانتون نانت-6  [لغات أخرى]‏
- كانتون نانت-7  [لغات أخرى]‏
- canton of Le Pellerin  [لغات أخرى]‏
- canton of Saint-Étienne-de-Montluc  [لغات أخرى]‏
- Canton of Saint-Philbert-de-Grand-Lieu [الإنجليزية]‏
- Canton of Vallet [الإنجليزية]‏
- Canton of Vertou [الإنجليزية]‏
- كانتون نانت-8  [لغات أخرى]‏
- كانتون نانت-9  [لغات أخرى]‏
- كانتون نانت-10  [لغات أخرى]‏
- canton of Rezé  [لغات أخرى]‏
- canton of Saint-Herblain-Est  [لغات أخرى]‏
- canton of Orvault  [لغات أخرى]‏
- canton of Saint-Herblain-Ouest-Indre  [لغات أخرى]‏
- كانتون نانت-11  [لغات أخرى]‏
- canton of Vertou-Vignoble  [لغات أخرى]‏.